# Mac OS X Cheetah
Mac OS X 10.0 Cheetah (ovvero ghepardo) è la prima versione del sistema operativo macOS (all'epoca Mac OS Classic) a base UNIX sviluppato dalla Apple Inc. per i computer Macintosh. La versione precedente si chiama Mac OS X Public Beta (distribuita essenzialmente per valutazione) e la successiva Mac OS X Puma.

## Caratteristiche
La prima versione di Mac OS X 10.0 mancava di molte caratteristiche importanti, come ad esempio il supporto dei DVD, e non era particolarmente veloce, ma era nel complesso accettabilmente stabile e funzionante. Essa costituiva una netta rottura col passato (Mac OS) introducendo, oltre al cambiamento radicale del sistema operativo, il Dock e l'interfaccia Aqua. La maggior parte delle mancanze e dei difetti macroscopici sono stati corretti con i successivi aggiornamenti, resi disponibili dalla Apple.

## Supporto multilingua
Nella prima versione di Mac OS X, il supporto di lingue non europee era implementato in modo approssimativo e non pienamente utilizzabile. Mac OS X veniva distribuito con 2 CD. Nel primo vi era il sistema operativo e 8 lingue, nel secondo vi era incluso anche il supporto al cinese, giapponese e coreano. La gestazione del supporto multilingua è stata lunga e travagliata; dalla versione 10.0.3 iniziava a essere stabile e usabile, anche se la vera maturità arrivò con la versione 10.0.4.

## Requisiti di sistema
I requisiti di sistema per Mac OS X 10.0 non sono stati ben accolti dalla comunità Macintosh, in quanto la quantità di RAM standard nei computer Macintosh era di 64 MB, mentre i requisiti di Mac OS X 10.0 richiedevano 128 MB di RAM. Inoltre i processori usciti prima del Power PC G3 non erano supportati (anche se con programmi di terze parti si poteva tranquillamente installare su processori ritenuti obsoleti). Il nuovo sistema operativo richiedeva più spazio sul disco rigido, causando tempi di avvio più lunghi.
- Computer Supportati: Power Macintosh G3 Beige, G3 B&W, G4, G4 Cube, iMac, PowerBook G3, PowerBook G4, iBook
- RAM:
  - 128 MB (non ufficialmente supporta anche 64 MB)
- Spazio richiesto su Hard Disk:
  - 1,500 MB (800 MB per l’installazione minima)

## Storia delle versioni
| Versione | Build | Versione Darwin | Data rilascio  |
| -------- | ----- | --------------- | -------------- |
| 10.0     | 4K78  | 1.3.1           | 24 marzo 2001  |
| 10.0.1   | 4L13  | 1.3.1           | 14 aprile 2001 |
| 10.0.2   | 4P12  | 1.3.1           | 1º maggio 2001 |
| 10.0.3   | 4P13  | 1.3.1           | 9 maggio 2001  |
| 10.0.4   | 4Q12  | 1.3.1           | 21 giugno 2001 |